# ポエナリ城
座標: 北緯45度21分13.49秒 東経24度38分6.80秒 / 北緯45.3537472度 東経24.6352222度
ポエナリ城（Poenari Castle (ルーマニア語発音: [po.eˈnarʲ])）はルーマニアの城。ファガラシュ山脈に近いアルジェシュ渓谷にあり、雄大な絶壁の上に建つ難攻不落の要塞である。ワラキア公ヴラド3世がオスマン帝国の侵攻に抵抗した舞台として有名。
ヴラド3世は1476年に死亡したが、城はそのあと数十年の間利用され続け、つい15世紀前半に無人になり、17世紀に廃墟となった。
地形の要害を抑えており、難攻不落な要塞である。1888年に起きた土砂災害により、城の一部が崩れ、川になだれ落ちたが、素早く修復されており、その城壁と塔は現在まで残っている。 城の廃墟に達する道は険しく、一番上までの石段は全部で1480段となっている。
ドラキュラ伝説の影響もあり、ルーマニアのトランシルヴァニア地方における観光客スポットとなっている。

## 歴史

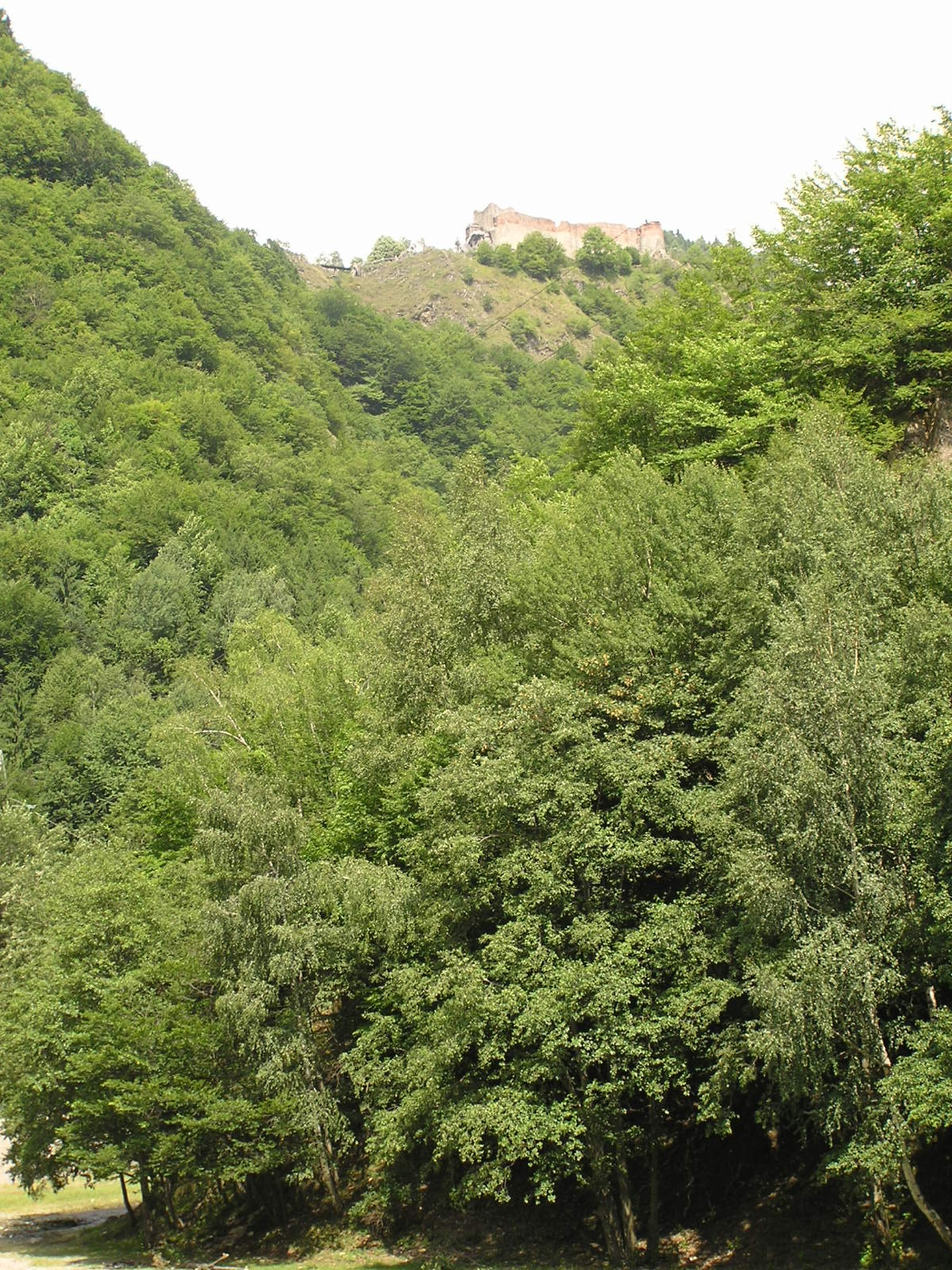
国道から見た城塞

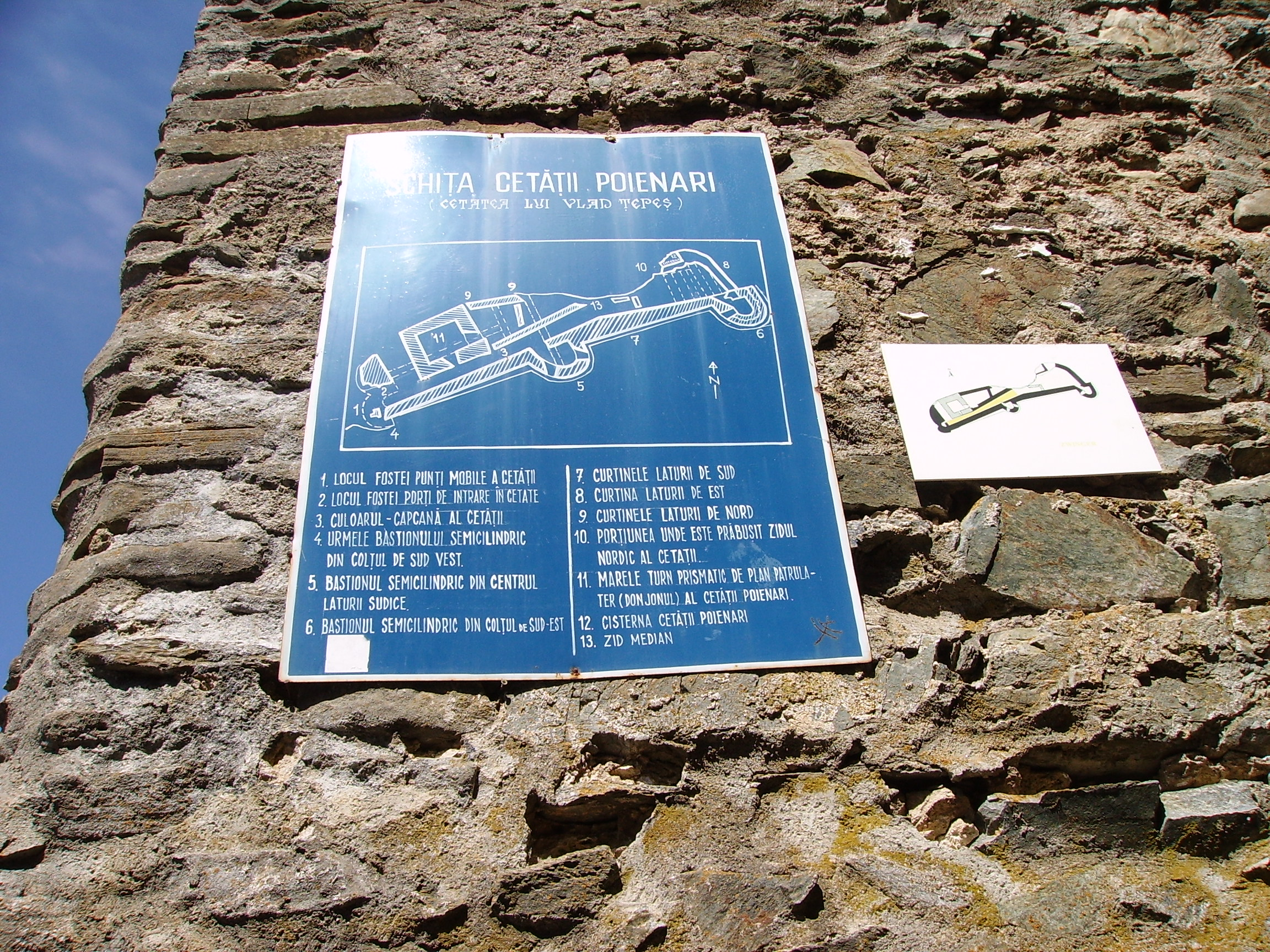
ポエナリ城計画

## ギャラリー

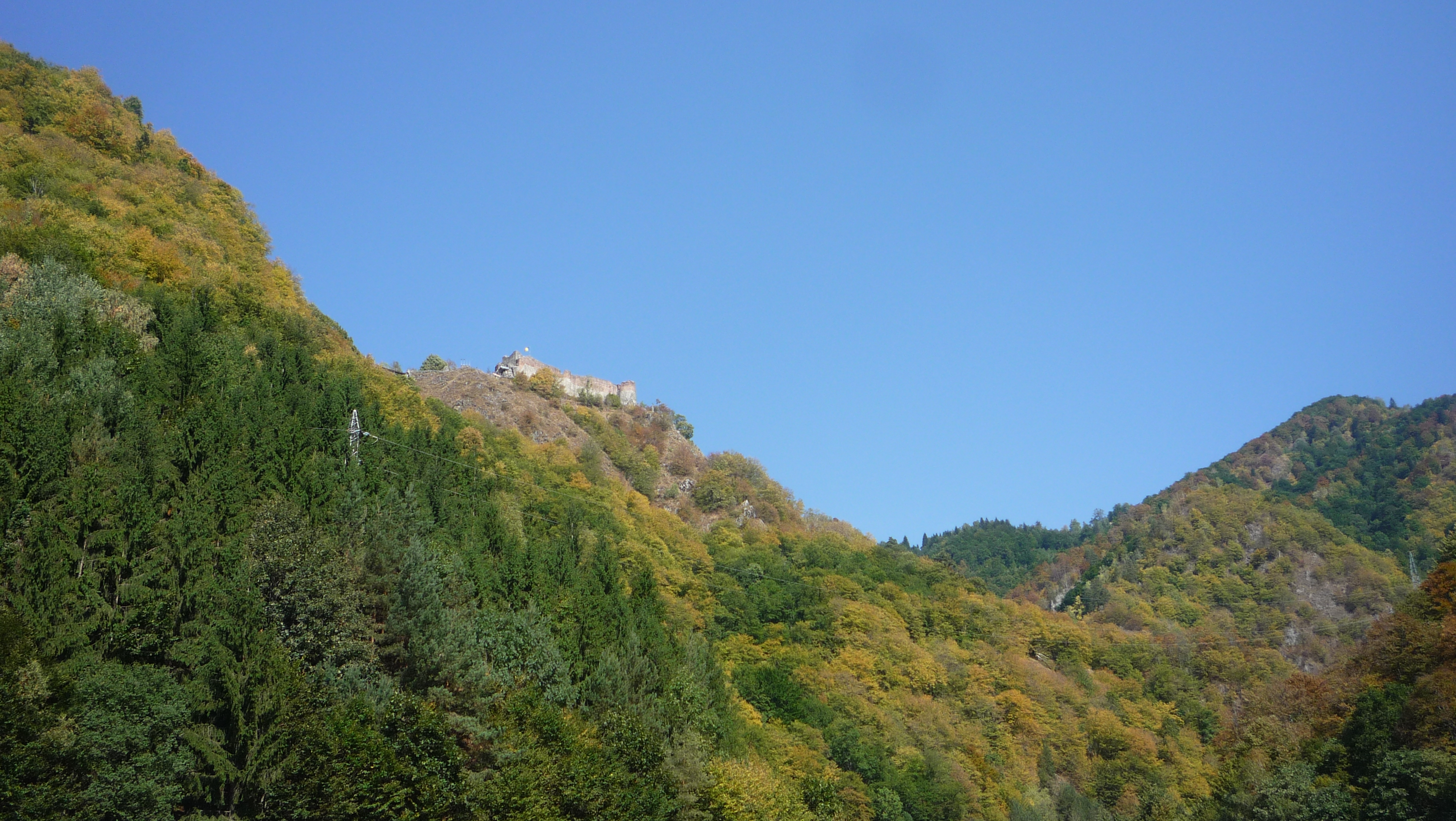
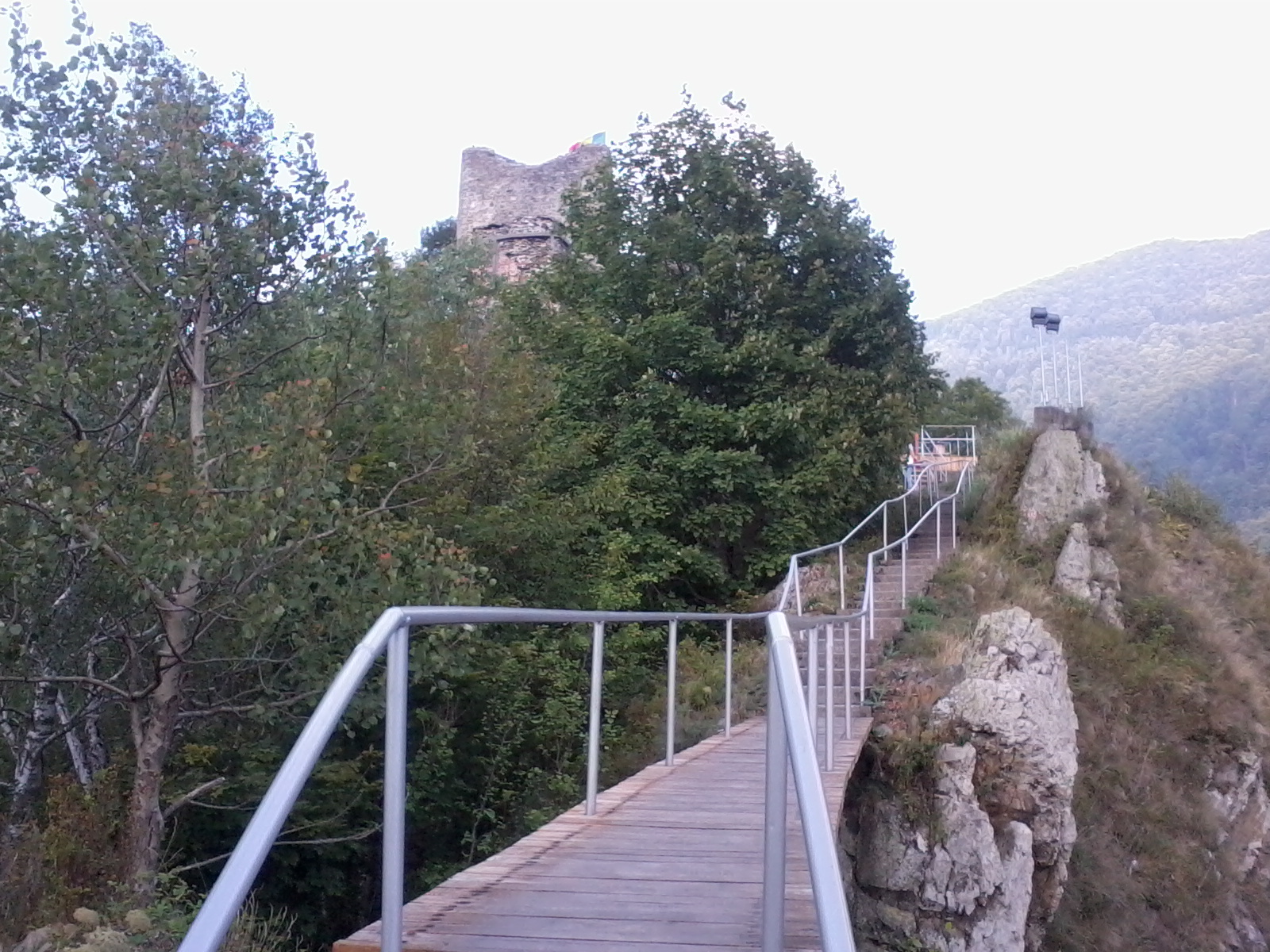
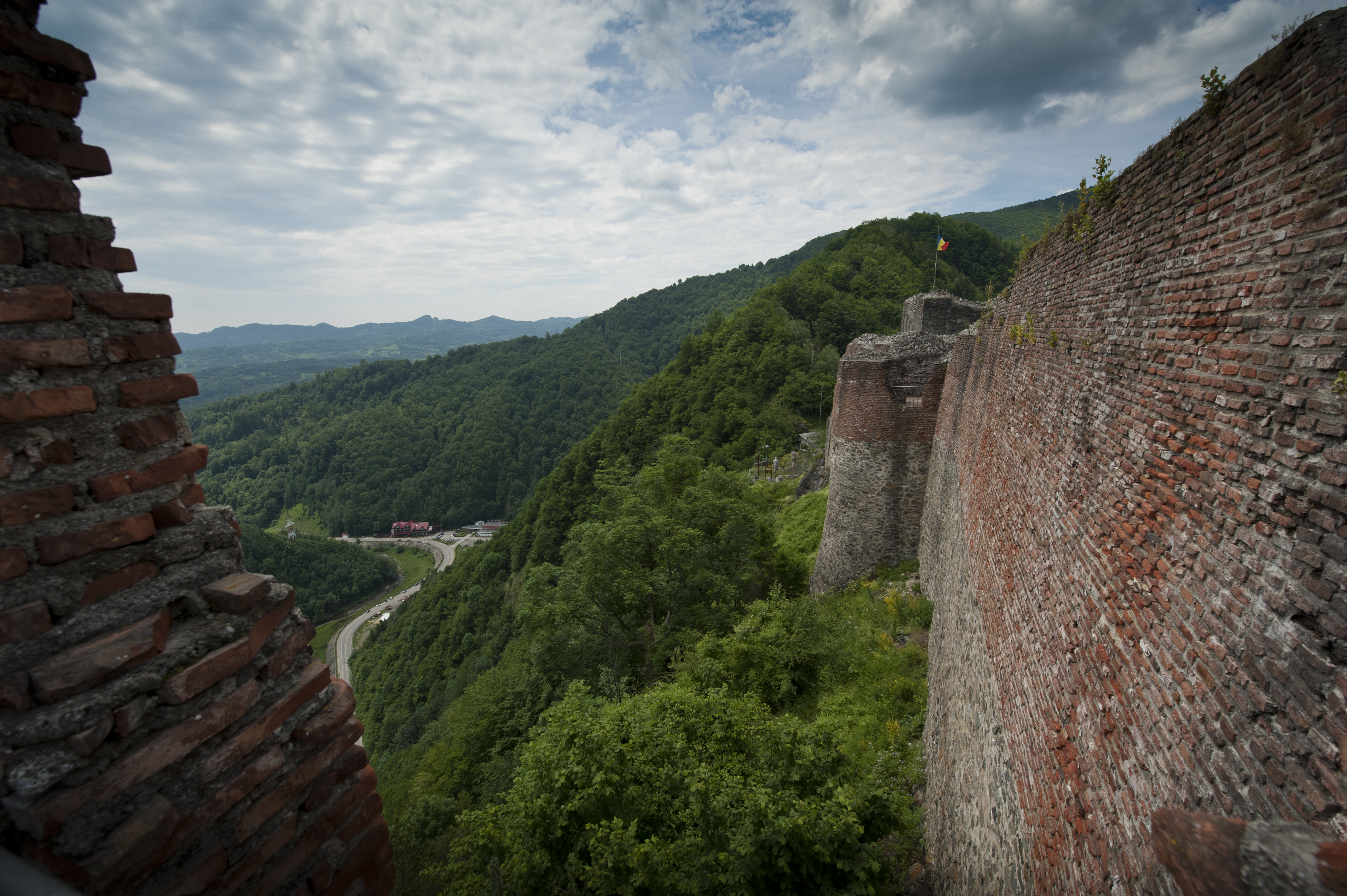
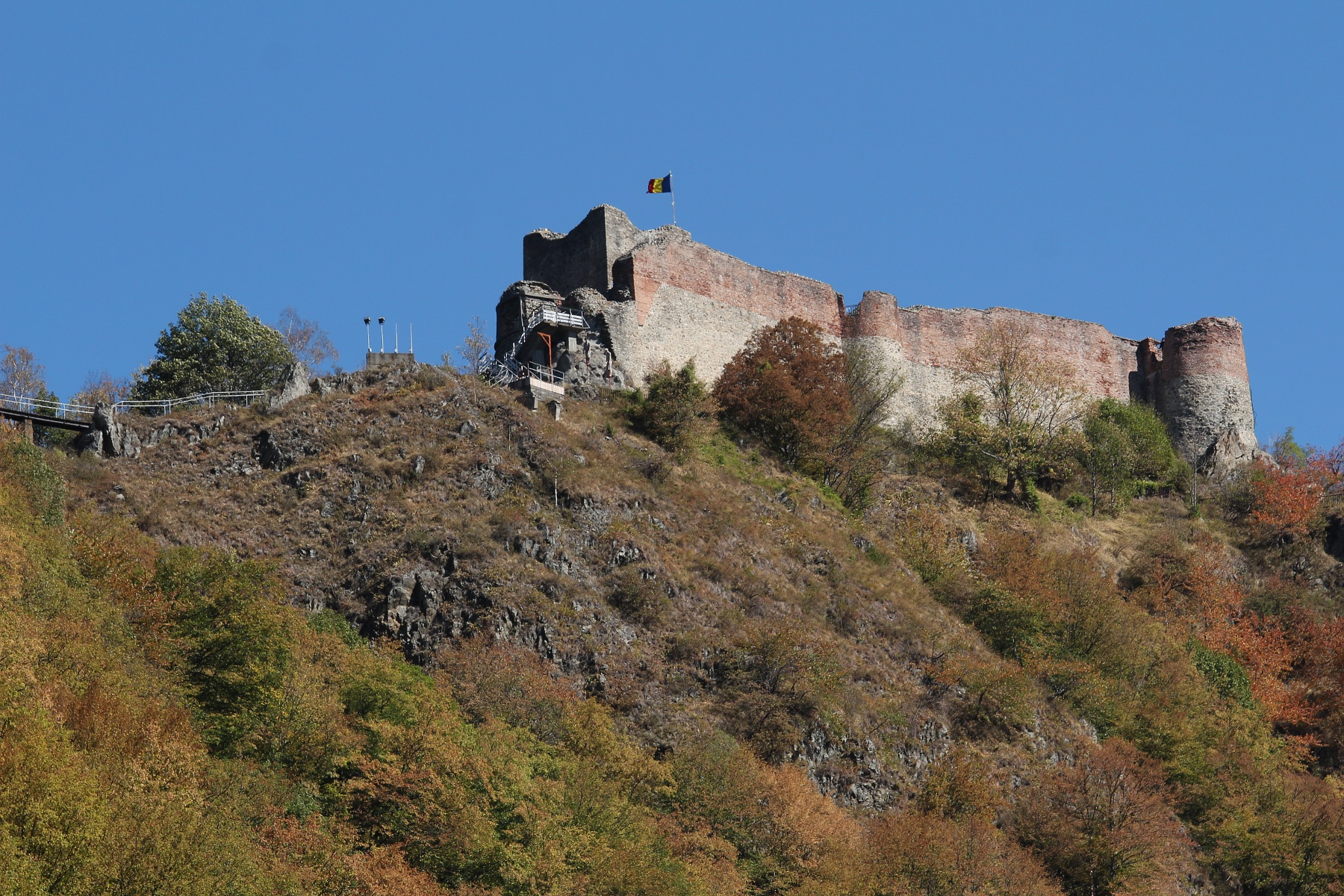
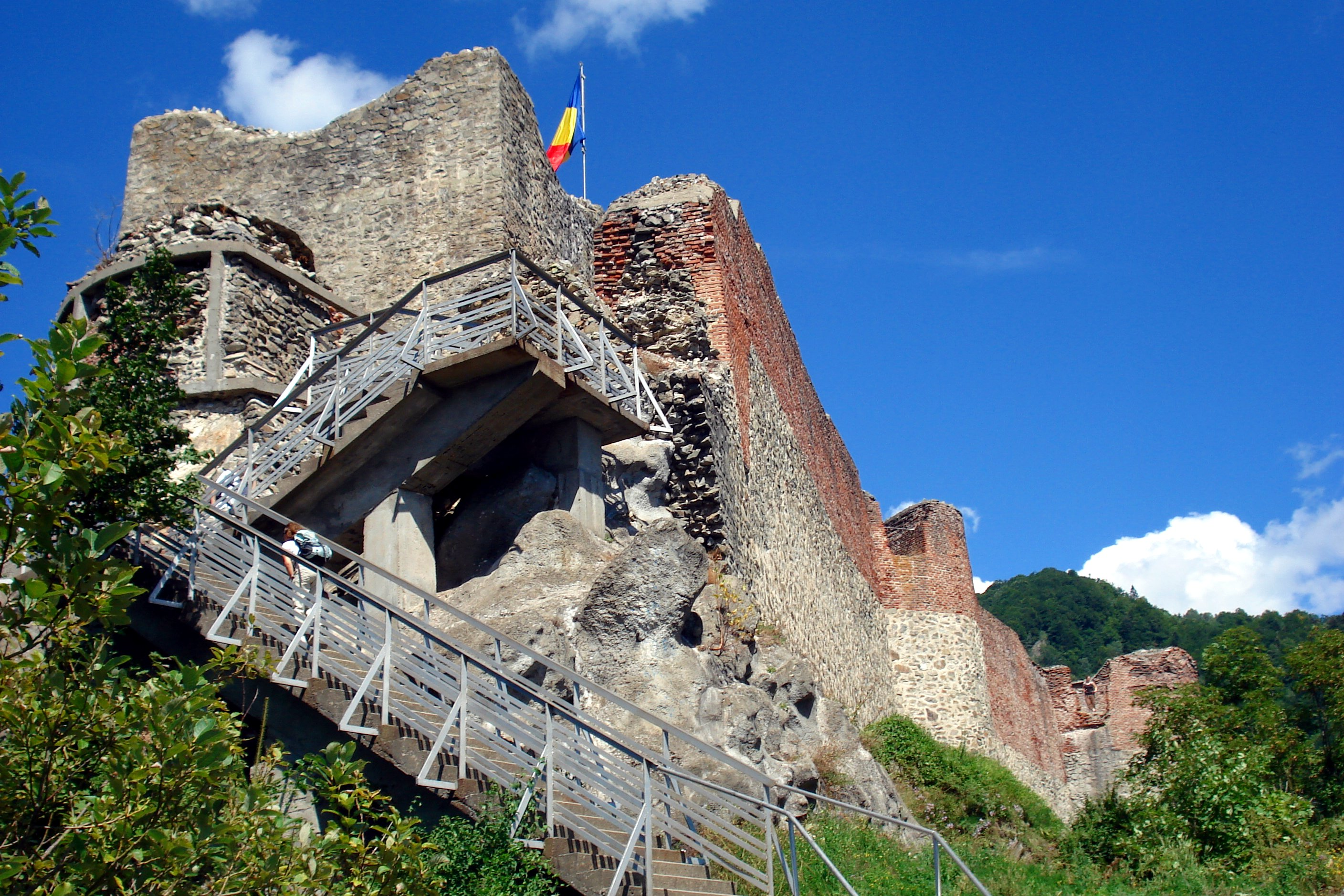
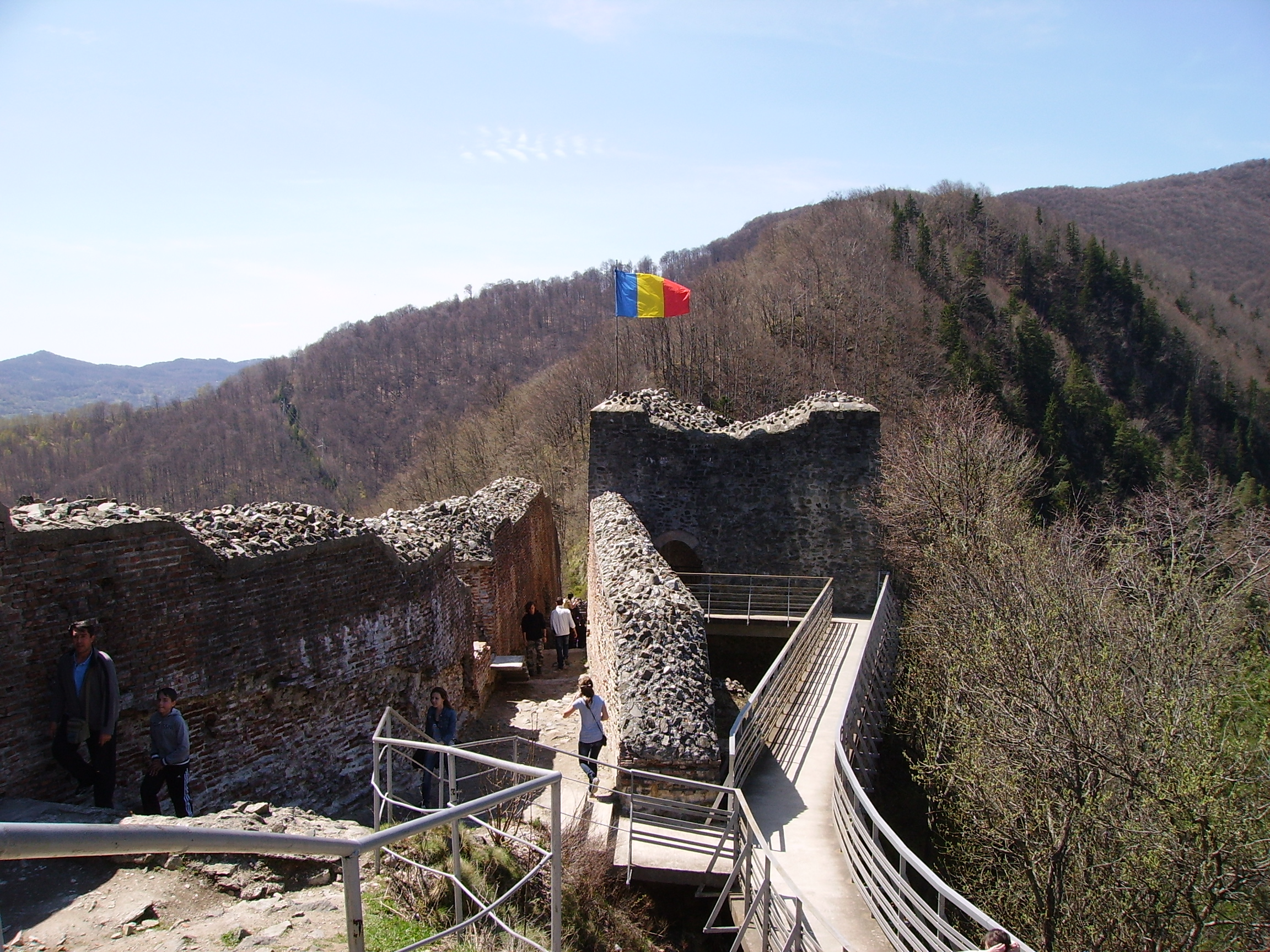
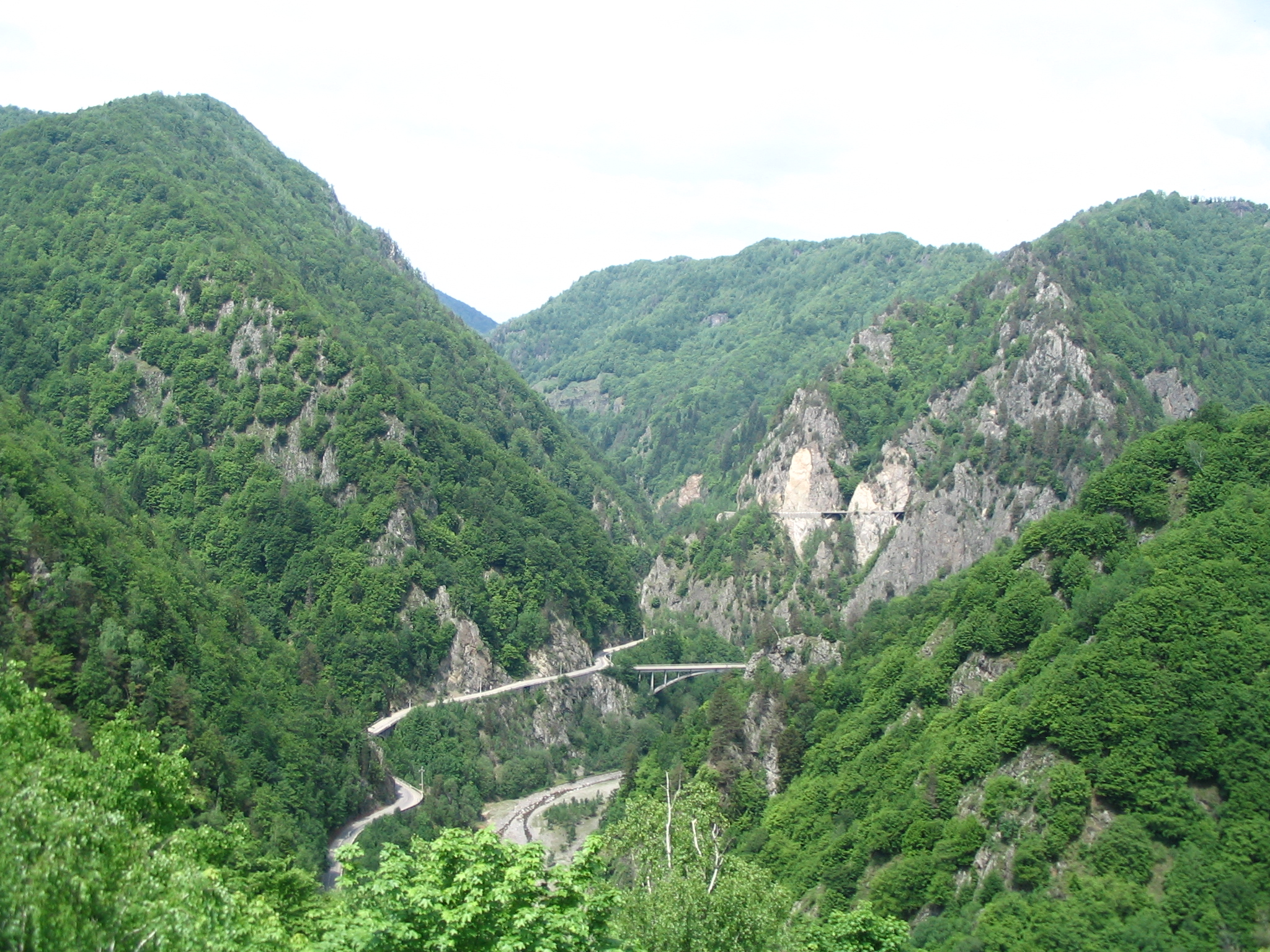
View from the citadel towards Transfăgărăşan